# Cal Metge (Tona)
Cal Metge és una obra de Tona (Osona) protegida com a Bé Cultural d'Interès Local.

## Descripció
Edifici de planta rectangular amb la coberta a dues aigües. Consta de planta baixa, amb espai per un negoci, i dues plantes pis. Destaquen unes galeries cobertes, que donen al carrer, amb unes vidrieres delimitades per motius geomètrics de ferro forjat. És una edificació que té valor històric i arquitectònic en el context de la zona en la qual se situa.